# Bonjour l'angoisse (film, 2003)
Pour les articles homonymes, voir Bonjour l'angoisse.
Pour plus de détails, voir Fiche technique et Distribution.
Bonjour l'angoisse (Der alte Affe Angst) est une comédie dramatique allemande réalisée par Oskar Roehler, sortie en 2003.

## Fiche technique
Sauf indication contraire, les informations mentionnées dans cette section peuvent être confirmées par la base de données cinématographiques IMDb,  présente dans la section « Liens externes ».
- Titre original : Der alte Affe Angst
- Titre français : Bonjour l'angoisse
- Réalisateur : Oskar Roehler
- Scénario : Oskar Roehler
- Photographie : Hagen Bogdanski
- Montage : Uli Schön
- Musique : Martin Todsharow
- Producteurs : Bernd Burgemeister (de), Dietmar Güntsche (de), Eberhard Junkersdorf (de)
- Sociétés de production : X-Filme Creative Pool, Bayerischer Rundfunk, Neue Bioskop Film, TV-60 Filmproduktion
- Pays de production :  Allemagne
- Langue de tournage : allemand
- Format : Couleur - 2,35:1 - Son Dolby Surround - 35 mm
- Durée : 92 minutes (1h32)
- Genre : Comédie dramatique
- Dates de sortie :
  - Allemagne : 14 février 2003 (Berlinale 2003) ; 24 avril 2003 (sortie nationale)
  - Autriche : 26 septembre 2003

## Distribution
- André Hennicke : Robert
- Marie Bäumer : Marie
- Vadim Glowna : Klaus
- Hilde Van Mieghem : Brigitte
- Hermann Beyer : Maries Vater
- Jutta Hoffmann : la mère de Marie
- Christoph Waltz : le psychanalyste
- Herbert Knaup : Wolfgang
- Ralf Bauer (de) : Markus
- Michaela Hinnenthal : la mère de Gregor
- Peter Benedict (de) : le dramaturge
- Nina Petri : la psychologue de la clinique
- Catherine Flemming (de) : la mère
- Eva Habermann : Laura
- Ingrid van Bergen : Hannelore K.